# Buchy (Moselle)
Buchy (Duits: Buchingen) is een gemeente in het Franse departement Moselle (regio Grand Est) en telt 112 inwoners (2009). De plaats maakt deel uit van het arrondissement Metz.

## Geografie
De oppervlakte van Buchy bedraagt 3,5 km², de bevolkingsdichtheid is dus 32 inwoners per km².
De onderstaande kaart toont de ligging van Buchy (Moselle) met de belangrijkste infrastructuur en aangrenzende gemeenten.

## Demografie
Onderstaande figuur toont het verloop van het inwonertal (bron: INSEE-tellingen).

## Externe links

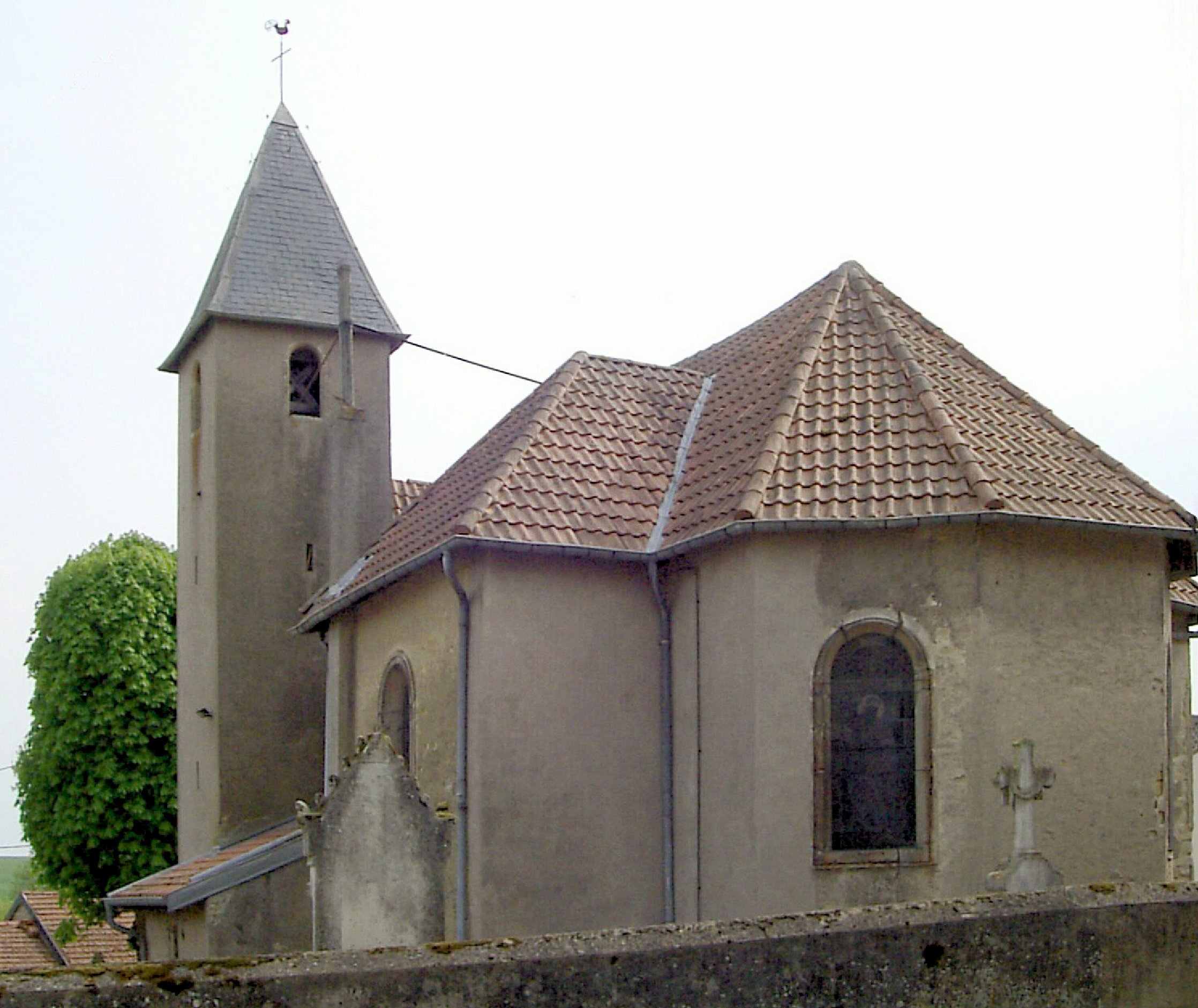
Kerk